# Trey Gowdy

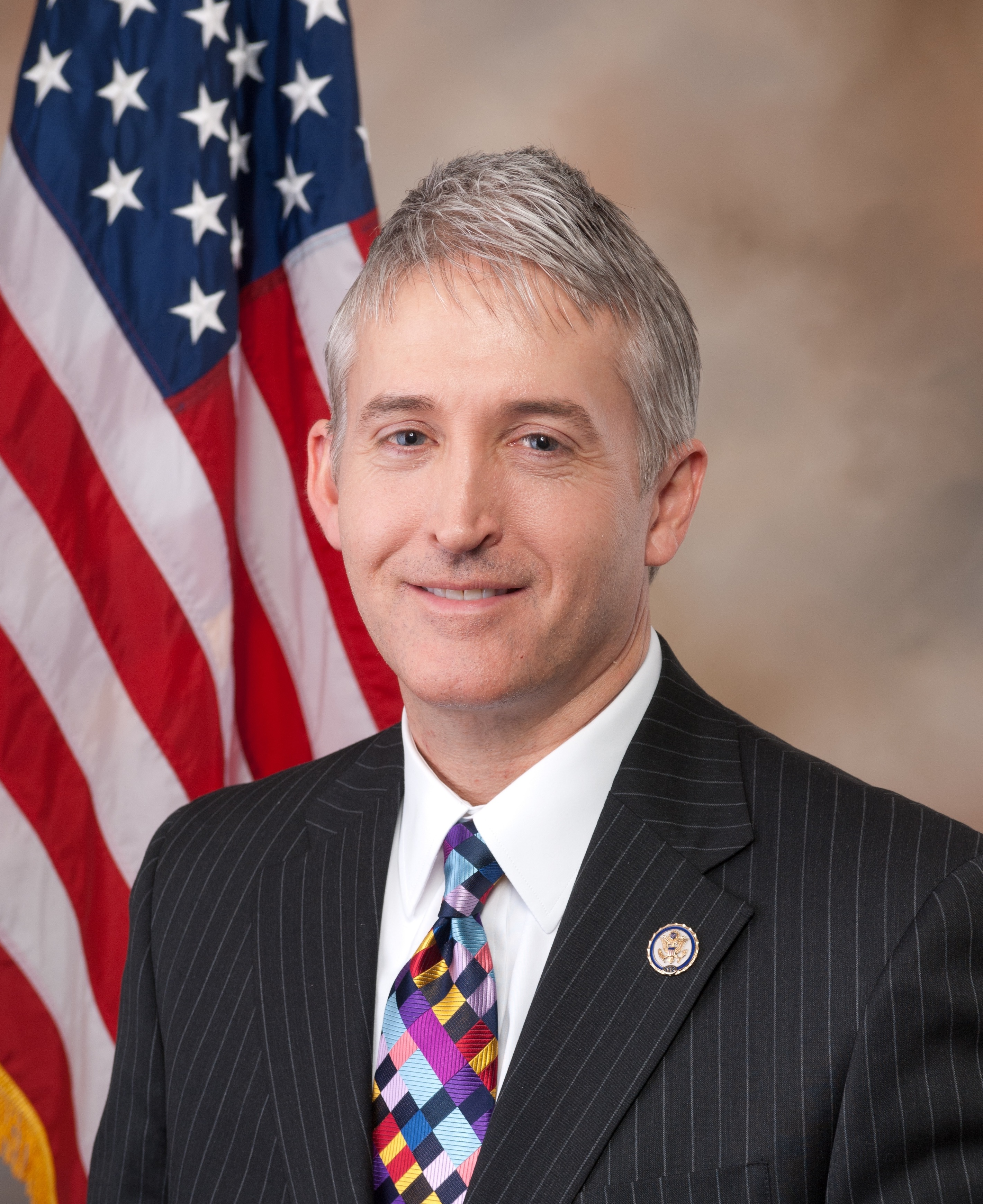
Trey Gowdy (2011)

Harold Watson „Trey“ Gowdy (* 22. August 1964 in Greenville, South Carolina) ist ein US-amerikanischer Politiker der Republikanischen Partei. Von 2011 bis 2018 vertrat er den vierten Wahlbezirk des Bundesstaates South Carolina im US-Repräsentantenhaus.
Er war Mitglied im House Intelligence Committee und Vorsitzender des 'House Oversight Committee'.

## Werdegang
Trey Gowdy besuchte bis 1982 die Spartanburg High School. Danach studierte er bis 1986 an der Baylor University in Waco (Texas) das Fach Geschichte. Nach seinem Jurastudium an der University of South Carolina in Columbia und seiner Zulassung als Rechtsanwalt 1989 begann er in diesem Beruf zu arbeiten. Zwischenzeitlich war er als juristischer Assistent (Clerk) bei einem Richter am South Carolina Court of Appeals und bei Bundesrichter George Ross Anderson tätig. Zwischen 1994 und 2000 war er stellvertretender Bundesstaatsanwalt; von 2001 bis 2010 fungierte er als Staatsanwalt im siebten Gerichtsbezirk seines Staates. Politisch wurde er Mitglied der Republikanischen Partei.
Bei der Wahl zum US-Repräsentantenhaus des Jahres 2010 wurde Gowdy im vierten Wahlbezirk von South Carolina in das US-Repräsentantenhaus in Washington, D.C. gewählt, wo er am 3. Januar 2011 die Nachfolge von Bob Inglis antrat, den er in der republikanischen Primary deutlich besiegt hatte. Bei der Wahl 2012 setzte er sich mit 65:34 Prozent der Stimmen gegen die Demokratin Deb Morrow durch. Er wurde bei den Wahlen 2014 und 2016 bestätigt und gehört auch dem am 3. Januar 2017 zusammengetretenen 115. Kongress der Vereinigten Staaten an.
Im Kongress war Gowdy zuerst Mitglied im Ausschuss für Bildung und Arbeit und wurde später Mitglied im Justizausschuss, im Committee on Oversight and Government Reform und im Ethikausschuss. Ab 2014 leitete er den Ausschuss zur Untersuchung des Bengasi-Anschlags. Daneben ist bzw. war er noch Mitglied in mehreren Unterausschüssen. Nach dem Rückzug des Abgeordneten Jason Chaffetz übernahm er Mitte 2017 den Vorsitz im Committee on Oversight and Government Reform.
Ende Januar 2018 gab er bekannt, bei der Wahl 2018 nicht erneut anzutreten. Er gab an, in den Justizdienst zurückkehren zu wollen. Sein Mandat endete am 3. Januar 2019.
Als Gast in vier Folgen der Serie Medical Detectives kommentierte er Kriminalfälle, die er als Staatsanwalt bearbeitet hatte.
Gowdy ist verheiratet; das Ehepaar hat einen Sohn und eine Tochter.